# Emma Wijdeveld
Emma Wijdeveld is een Nederlands zangeres.
Ze rondde in 2024 haar middelbare school Hoger algemeen voortgezet onderwijs (Havo) aan het Montessori Lyceum Amsterdam af. Ze begon echter aan het gymnasium.
Ze was al snel op de podia te vinden. Ze stond al op dertienjarige leeftijd in de zaal van het Betty Asfalt Complex van Paul Haenen. Documentaireregisseur Susan Koenen ontdekte haar daar en was dusdanig onder de indruk dat ze in 2023 Wacht maar af (Wait and see) over Wijdeveld en haar band maakte. Die ging mede over haar inspiratie uit het werk van Ramses Shaffy, zonder zich in die stijl vast te leggen. Naar aanleiding van die documentaire trad ze op in het radioprogramma Spijkers met Koppen van Dolf Jansen en Willemijn Veenhoven. Haar teksten en muziek zijn een reactie op haar eigen leven, dat gedurende de middelbare school onaangename trekjes vertoonde. Ze werd er als vermeend homoseksueel (ze omschreef haarzelf als cishetero) gediscrimineerd, uitgescholden en ook een keer in elkaar geslagen.Het schoolbestuur bracht haar in de problemen omdat ze anti Geert Wilders-posters (Bescherm artikel 1) had opgehangen; het liet een nare nasmaak achter.  Ze wilde verder leren aan de Kleinkunstacademie maar werd afgewezen. Ze nam zich voor het dan zelf maar uit te zoeken, ondersteund door vader Michiel Wijdeveld, die tekenaar en musicus (bassist) is.
In januari 2025 kwam in eigen beheer haar eerste album uit: Als hij je schoonheid noemt. Ze is dan achttien jaar oud; ze noemde het een leerproces. Ze verwerkt, dan nog werkzaam buiten de muziekindustrie, op het album mede haar leven tijdens die schoolperiode; het leverde een mengeling van weemoed, rancune en zuurheid op. Het album werd ten doop gehouden op 10 januari 2025 in De Roode Bioscoop aan het Haarlemmerplein 7. In februari 2025 volgde een optreden tijdens de eerste versie van Filmfestival De Pijp. Voor Het Parool liet ze zich fotograferen voor de Muurschildering Ramses Shaffy. Ook volgde opnieuw een optreden in Spijkers met koppen. Vader Michiel ontwierp zelf de platenhoes en liet zich inspireren door de typografie uit de tijd van de Amsterdamse School waarin zijn overgrootvader werkte.
Michiel Wijdeveld is achterkleinzoon van architect Hendrik Wijdeveld, Emma is achter-achterkleindochter.